# منطقه ساحل رائی
منطقه ساحل رائی یکی از منطقه های استان مادانگ واقع در کشور پاپوآ گینه نو می باشد. مرکز این منطقه ساحل رائی است. این منطقه خود از ۳ فرمانداری محلی تشکیل می گردد که هر فرمانداری به منظور سهولت در امر آمارگیری خود به چند بخش تقسیم می شود.

## تقسیمات
این منطقه دارای ۳ فرمانداری محلی است که اسامی آن ها به شرح زیر است:
- فرمانداری محلی روستایی خلیج اسطرلاب
- فرمانداری محلی روستایی ناهو راوا
- فرمانداری محلی روستایی سائیدور